# Gran Bulgaria

Gran Bulgaria de acuerdo con el Tratado de San Stefano.

Gran Bulgaria fue un efímero estado eslavo, que existió desde la firma del Tratado de San Stefano (3 de marzo de 1878) hasta la firma del Tratado de Bucarest en 1913, tras la segunda guerra balcánica.

## Historia
Las revueltas nacionalistas de 1877 en Bosnia-Herzegovina y Bulgaria fueron duramente reprimidas por el Imperio otomano. En respuesta, el zar Alejandro III de Rusia, miembro de la Entente de los Tres Emperadores, intervino militarmente, en ayuda de Serbia y Montenegro. En febrero de 1878, el zar ya se encontraba ante las puertas de Estambul. Reino Unido presionó a Rusia para que firmara una negociación, temiendo que la capital otomana pudiera ser tomada. El 3 de marzo de 1878, se firmó el Tratado de San Stéfano, en el que Bulgaria absorbía a Macedonia y conseguía una autonomía limitada, bajo protectorado ruso con el nombre de la Gran Bulgaria. Este tratado, inclinaba la balanza en los Balcanes a favor del Imperio ruso, por lo que pronto, Gran Bretaña y el Imperio austrohúngaro presionaron a Bismark para que éste fuera modificado. Casi cinco meses después, el 13 de julio, fue celebrado el Congreso de Berlín, en el que se restructuró el mapa político de los Balcanes, y donde la Gran Bulgaria fue disuelta, convirtiéndose de nuevo en un Estado a expensas del Imperio otomano. Rusia, sintiéndose la gran perjudicada del Congreso, abandonó la Entente.